# 男たちによろしく
『男たちによろしく』（おとこたちによろしく）は、TBS系列で1987年4月10日 - 7月10日に金曜ドラマ枠で放送された日本のテレビドラマ。主演は田村正和・古谷一行。

## あらすじ
佐々慎平（田村正和）は不真面目な映像クリエーター、稲垣正樹（古谷一行）は真面目な公認会計士。この対照的な二人を中心に都会の恋物語を描いた。主要人物のほぼ全員が独身という設定であるため、独身の自由な気分を謳歌し、恋愛を楽しむ人々が描かれ、同時に、女にはわからない男ならではの悩み事も綴られた。

## 出演
| - 佐々慎平：田村正和 - 稲垣正樹：古谷一行 - 諸橋美千子：池上季実子 - 諸橋貴子：佐藤友美 - 今野まなみ：手塚理美 - 柿沢誠：泉谷しげる - 諸橋陽子：森山良子 - 山中千里：春やすこ - 立花美浦：工藤明子 - 早苗：星洋子 - 稲垣大樹：浅尾和憲 | - 佐々めぐみ：磯崎亜紀子 - 運送人：神林哲哉 中村有史 - 会計士補：長江洋平 - バーテン：藤原益二 - 男子社員：渡辺哲三 森下和博 - 女子社員：赤尾京子 - 真理：芳ヶ野恭子 - 女の声：門谷美佐 - TBS緑山塾、エンゼルプロ - 節子：木野花 - 若い美人：小田かおる |

## スタッフ
| - プロデューサー：松本健 飯島敏宏 浜井誠（TBS） - 脚本：鎌田敏夫 - 音楽：渡辺博也 - 技術：倉谷祐次 - カメラ：鈴木秋夫 - 照明：倉本輝彦 - 音声：中島実 - 音響効果：下城義行 - カラー調整：山本豊 - VTR：芳賀徹 - 美術：椎葉禎介 - 美術制作：古川雅之 - 衣装：岸靖彦 - メイク：猪熊あゆみ アートメイクトキ | - 大道具：明治製作所 - 小道具：東京美工 - 持道具：京阪商会、朝日植木装飾、前山建具 - ローケション協力：多摩市商工会、The Square、京王帝都電鉄、京王聖蹟桜ヶ丘S・C、レーザーディスク（株） - 衣装協力：RAIKA、Suzuya、PRIVATE LABEL、ドルメン、renomaPARIS、erreuno、ARTIGIANO、pousse cafe、グラン山貴、MOGA、セビアン - 主題歌：『DANCE〜男たちによろしく〜』（詞：川村真澄、曲・唄：森山良子） - 挿入歌：『ひとりが好き』（詞：川村真澄、曲・唄：森山良子、編曲：大谷和夫） - 制作担当：大谷弘 - 演出補：太田雅晴 - タイムキーパー：唐木めぐみ - 協力：東通、緑山スタジオ・シティ - 演出：松本健、森田光則 - 製作：木下プロダクション、TBS |

## サブタイトル
| 各話     | 放送日        | サブタイトル         | 演出     |
| -------- | ------------- | -------------------- | -------- |
| 第一回   | 1987年4月10日 | 上の女・下の男       | 松本健   |
| 第二回   | 1987年4月17日 | ベッドの下で         | 松本健   |
| 第三回   | 1987年4月24日 | バラと下着           | 森田光則 |
| 第四回   | 1987年5月1日  | 想い出の匂い         | 森田光則 |
| 第五回   | 1987年5月8日  | つかまないでよ       | 松本健   |
| 第六回   | 1987年5月15日 | エレベーターの中で   | 松本健   |
| 第七回   | 1987年5月22日 | 暗闇の中のキス       | 松本健   |
| 第八回   | 1987年5月29日 | よろめくほどに、強く | 森田光則 |
| 第九回   | 1987年6月5日  | 我慢出来ない         | 森田光則 |
| 第十回   | 1987年6月19日 | 今夜はダメよ         | 松本健   |
| 第十一回 | 1987年6月26日 | 悪いこと出来る？     | 松本健   |
| 第十二回 | 1987年7月3日  | ダメだったの!?       | 森田光則 |
| 最終回   | 1987年7月10日 | 最後だから           | 松本健   |

## 原作
- 鎌田敏夫『男たちによろしく』立風書房、1987年7月。ISBN 978-4651185040。